# Shingo Araki
Pour les articles homonymes, voir Araki.
荒木 伸吾
Shingo Araki (荒木 伸吾, Araki Shingo), né le 1er janvier 1939 à Nagoya dans la préfecture d'Aichi et mort le 1er décembre 2011 à Itabashi, quartier de Tokyo, est un directeur d'animation et character designer japonais.

## Biographie
Vers l'âge de cinq ans, Shingo Araki commence à reproduire des dessins vus dans des journaux, ce qui est le point de départ de sa passion. Plus tard, âgé d'une vingtaine d'années, il entame sa carrière professionnelle par des illustrations pour des publicités et des livres pour enfants.
Il se lance ensuite dans le manga avec des créations plutôt originales, les thèmes étant le western ou le sport. Ses dessins ne passent pas inaperçus et c'est en 1964, à l'âge de 25 ans, qu'il se fait remarquer par la Mushi Production, dont le propriétaire est Osamu Tezuka, le "Disney japonais". Il y travaille comme intervalliste (cela consiste à dessiner les dessins manquants pour assurer un mouvement fluide lors de l'animation) sur Le Roi Léo (1965 et 1966) et sa suite, Shin Janguru Taitei Susume Reo, (Le retour de Leo, 1967), ou encore Princesse Saphir.
Dans les années 1970, de grandes maisons de productions, telles la Tokyo Movie Shinsha ou la Toei, font appel à ses services. Il y est animateur sur des séries à succès, comme Ashita no Joe (1970), Mahō no Mako-chan (Makko la petite sirène, 1970), Devilman (1972) ou Koya no shônen Isamu (Willy Boy, 1973).
Shingo Araki est character designer pour la première fois, sur Babel II en 1972-1973.
En 1973, il rencontre Michi Himeno, sur l'adaptation animée du manga Cutey Honey, Cherry Miel. À partir de ce moment, elle devient son assistante attitrée. Et dès 1974, il décide de monter le Studio Jaguar, (ou Studio Jaguard, ou encore Araki Productions) avec ses collègues et amis Michi Himéno, Akio Sugino, Akihiro Kanayama et Nobuyoshi Sasakado.
Ils travailleront, dès lors, sur plusieurs séries animées de grande qualité, dont beaucoup d'adaptations de mangas : Goldorak, Lupin III, Lady Oscar (adaptation de La Rose de Versailles), Ulysse 31 (c'est Araki qui est à l'origine des personnages Thémis et Noumaïos et de l'ensemble du style de la série), Albator 84, Inspecteur Gadget, Cat's Eye, Lucile, amour et rock'n'roll, Yu-Gi-Oh!, ainsi que sur une grande partie de l'animation japonaise, dont beaucoup d'animes connus en France.
Toutefois, ce n'est qu'entre 1986 et 1989 qu'il œuvre sur son dessin animé de référence, Saint Seiya (Les Chevaliers du Zodiaque), dans lequel il recréera tout l'univers visuel du manga de Masami Kurumada.
Sa société ne se limite pas à l'animation, puisqu'elle couvre d'autres domaines, tels les jeux vidéo, ou les illustrations pour publicités ou romans.
Même si le couple Araki-Himeno s'est séparé, cette dernière étant passée indépendante, ils se retrouvent pour l'adaptation animée de la fin de la série Saint Seiya, le Chapitre Hadès.
Shingo Araki restera l'une des principales références de l'animation japonaise. Connu hors du Japon surtout grâce à son travail sur Saint Seiya ou Goldorak, son influence graphique demeure majeure dans les adaptations d'autres mangas, ou la plupart des séries animées actuelles.

## Œuvres
- Le Roi Léo (Jungle Taitei), de Osamu Tezuka, 1965/1966
- Princesse Saphir (Ribbon no Kishi), de Osamu Tezuka, 1966/1968
- Les Attaquantes (TV)1969 : Animation.
- Tomorrow's Joe (TV)1970 : Animation. (EP 4,6,9,13,16,18,21,23,26,30,34,40,47,50,56,62,66,71,76)
- Nolan (1970)
- Mahō no Mako-chan  (TV)1970 : Animation.. (EP 30,34,42)
- Moonlight Mask (TV)1972 : Animation.
- Mahou Tsukai Chappy (TV)1972 : Animation.
- Devilman (TV)1972 : Animation. (EP 4)
- Cutie Honey (TV) (Chérie miel)1973 : Character Design, Animation.
- Babel II (TV)1973 : Character Design, Animation.
- Majokko Megu-chan (en) (Meg la petite sorcière) (TV)1974 : Character Design, Animation.
- UFO Robot Grendizer, (Goldorak), Goldorake Atlas UFO Robot (TV) 1975/1977 : Character Design sur 15 épisodes, Directeur de l'animation principalement sur la saison 3, créateur du personnage de Phénicia/Maria.
- New Star of Giants (TV)1977 : Animation.
- Wakusei Robo Danguard Ace (Danguard Ace) (TV)1977 : Character Design, Animation.
- Galaxy Express 999 (TV)1978 de Leiji Mastumoto: Character Design.
- Hana no Ko Lunlun (TV)1979 : Animation, opening. Character Design par Michi Himeno.
- New Star of Giants II (TV)1979 : Character Design.
- The Rose of Versailles ( La Rose de Versailles ou Lady Oscar ) Versailles no Bara (TV)1979 : Character Design, Animation.
- Ulysses 31 (Ulysse 31) de Jean Chalopin (TV)1981 : Character design, avec Michi Himéno. Animation des 13 premiers épisodes.
- Baxinger (TV)1982 : Opening, Animation.
- Arcadia of My Youth: Endless Orbit SSX ( Arcadia de ma jeunesse) de Leiji Matsumoto (TV)1982 : Animation, Character Design.
- Ai Shite Knight (Embrasse moi Lucile ) TV 1983 : Animation.
- Lupin III Part III (TV)1984 : Character Design, Animation.
- Glass Mask (TV)1984 : Opening, Animation.
- Mighty Orbots (TV)1984 : Animation.
- Tongari Boushi no Memoru (TV)1984 : Animation.
- Maple Town (TV)1986 : Animation.
- Saint Seiya  (Les Chevaliers du Zodiaque ) (TV)1986 : Character Design, Animation.
- Yokoyama Mitsuteru Sangokushi (TV)1991 : Character Design, Animation.
- Aoki Densetsu Shoot! (TV) 1993 : Character Design, Animation.
- Gegege no Kitaro (TV) 1996) : Character Design.
- Kindaichi Case Files (TV) 1997 : Character Design.
- Yu-Gi-Oh! (TV) 1998 : Character Design.
- Yu-Gi-Oh! Duel Monsters (TV)2000 : Character Design.
- Ring ni Kakero 1: Carnival Champion Hen (TV) 2004 : Character Design, Animation.
- Ring ni Kakero 1: Nichibei Kessen Hen (TV) 2006 : Character Design.
- Amon Saga
- Albator 84 (Captain Harlock) (1983) de Leiji Matsumoto. Character Designer et Animation.
- Laura ou la passion du théâtre, 1984 Character Design et animation
- Lupin III
- Signé Cat's Eyes (character design et animation)
- Les petits malins (character design)
- Inspecteur Gadget (Épisode pilote et character design)
- Burai: Hachigyoku no yūshi densetsu (character design) - Jeu vidéo
- Les Entrechats et autres séries produites par Haim Saban par la suite.

## Artbook
Fin 2012, le fils de Shingo Araki, Shinji, a publié un artbook conséquent de 380 pages (aujourd'hui épuisé), limité à 1 000 exemplaires dans le monde, retraçant l'œuvre de son père à travers de nombreux dessins inédits. Hitomi to Tamashii est écrit en langue japonaise et possède la particularité d'être traduit en langue française.